# Edgar Franco
Edgar Silveira Franco, mais conhecido como Edgar Franco (Ituiutaba, 20 de setembro de 1971) ou Ciberpajé é um autor de histórias em quadrinhos, brasileiro, formado em arquitetura, doutor em artes e professor da faculdade de Artes Visuais da Universidade Federal de Goiás. Como autor, produziu diversos fanzines e HQs, especialmente no que convencionou-se chamar de "quadrinhos poético-filosóficos" (que também contam com produções de autores como Flávio Calazans e Gazy Andraus). Como autor de histórias em quadrinhos, publicou nas revistas Quadreca, Brasilian Heavy Metal, Nektar, Metal Pesado, Quark, Fêmea Feroz, Ervilha, Mephisto (Alemanha), Dragon's Breath (Inglaterra), Ah, BD! (Romênia),  além dos álbuns Agartha, Transessência e Elegia publicados pela editora Marca de Fantasia de Henrique Magalhães, em 2003, o álbum BioCyberDrama, desenhado por Mozart Couto publicado na Coleção Opera Brasil da editora Opera Graphica.
Cunhou os  neologismos artlectos, usado para definir androides e e redes de computadores, criado com a junção de artificial e intelecto, HQtrônica, usado para definir histórias em quadrinhos digitais (como as webcomics) com conteúdo multimídia e HQforismo, misto de histórias em quadrinhos e aforismos. Criou um universo compartilhado de ficção científica conhecido como Aurora Biocibertecnológica ou Aurora Pós-Humana, criado em 2000 a partir do fanzine Biocyberdrame, em 2004, lançou o projeto musical "Posthuman Tantra", o universo é explorado em BioCyberDrama (parceria com Mozart Couto), da revista Artlectos e Pós-humanos e as HQtrônicas: NeoMaso Prometeu, Ariadne e o Labirinto Pós-humano e brinGuedoTeCA 2.0 e explora temas como pós-humanismo, invasão alienígena, genética, telemática, robótica, biônica, ciborgues, inteligência artificial e extropia.
Foi colunista do site Bigorna.net, professor dos cursos de Ciência da Computação e Arquitetura e Urbanismo da PUC-MG (Unidade Poços de Caldas) entre 2001 e 2008, atualmente é professor adjunto de Faculdade de Artes Visuais na Universidade Federal de Goiás, onde também atua como professor professor permanente no Programa de Mestrado em Cultura Visual
Edgar é casado com Rose Franco, também conhecida como I Sacerdotisa.

## Biografia
Edgar Franco, iniciou a carreira como quadrinista aos 12 anos, publicando a HQ O Filho de Lúcifer no fanzine Odisséia, editado em Mogi das Cruzes,
aos 16 anos, influenciado pelo heavy metal, começou a tocar baixo em bandas de Indaiatuba, mais tarde, criou o projeto musical Maldoror, e participou da banda Essence, que também teve com membro o também quadrinhista e pesquisador Gazy Andraus.
Formou-se em Arquitetura e Urbanismo na Universidade de Brasília, ainda na faculdade iniciou pesquisas relacionando histórias em quadrinhos e arquitetura, fez mestrado em Multimeios na Unicamp com uma pesquisa sobre quadrinhos no contexto digital da hipermídia.
Em 1994, em parceria com Gazy Andraus, publicou o fanzine Irmãos Siameses.
Em 2000, lançou o fanzine Biocyberdrame, que deu origem ao universo compartilhado de ficção científica conhecido como Aurora Biocibertecnológica ou Aurora Pós-Humana, que aborda temas como pós-humanismo, invasão alienígena, genética, telemática, robótica, biônica, ciborgues, inteligência artificial e extropia. Edgar Franco enviou cópias do fanzine para várias pessoas, o veterano quadrinista Mozart Couto se interessou pelo fanzine e o sugeriu a criação do romance gráfico Biocyberdrama escrito por Edgar Franco e ilustrado por Mozart Couto, lançado em 2003 pela editora Opera Graphica como o último álbum da coleção Opera Brasil, no ano seguinte, o álbum rendeu a Mozart Couto os prêmios de Melhor Desenhista e Melhor Arte-Finalista no 20.º Prêmio Angelo Agostini. No ano seguinte publicou pela Marca de Fantasia, o livro História em Quadrinhos e Arquitetura,
Em 2005, publica HQtrônicas: do suporte papel à rede Internet, sobre quadrinhos digitais com recursos multimídia e webcomics, cuja pesquisa foi havia sido apresentado em sua tese de mestrado em Multimeios na Unicamp, o livro foi uma publicação conjunta da editora Annablume e a Fapesp, o livro teve como encarte um  CD-Room com as HQs Neomaso Prometeu, e Ariadne e o Labirinto Pós-humano, também ambientadas no seu universo ficcional pós-humano. Também em 2005, publica o álbum Elegia pela Marca de Fantasia, o álbum acompanha o CD Aborym-Elegia com três canções de 15 a 24min.
Em 2006, lança a revista Artlectos e Pós-humanos pela SM Editora de José Salles e apresenta na Escola de Comunicações e Artes da USP a tese de doutorado Perspectivas Pós-humanas Nas Ciberartes. Em 2009, a terceira edição, a revista Artlectos e Pós-humanos passa a ser publicada pela Marca de Fantasia, no mesmo ano, a revista ganha o Troféu Bigorna na categoria revista.
Em 2013, publica pela editora da Universidade Federal de Goiás, o álbum BioCyberDrama Saga, novamente ilustrado por Mozart Couto, contendo as três partes do arco de história, sendo o primeiro publicado pela Opera Graphica em 2003. Em 2016, o álbum foi reeditado pela UFG.
Em 2017, a obra de Edgar Franco é analisada no livro  Posthumanism and the Graphic Novel in Latin America de Edward King e Joanna Page, das Universidades de Bristol e Cambridge, o livro analisa obras de quadrinhos pós-humanas no Brasil, Argentina, Chile, Uruguai e México.
Em 2019, ao lado de Gazy Andraus, Danielle Barros e Alberto de Souza, criou a ANZINE (Associação Nacional de Pesquisa e Criação de Fanzines).
Em outubro de 2020, lançou pela Marca de Fantasia, uma antologia de contos baseados em suas ilustrações de seu universo ficcional, escritos por Edgar Smaniotto, Fábio Fernandes, Fabio Shiva, Gazy Andraus, Gian Danton, Nelson de Oliveira e Octavio Aragão. Ainda em 2020, dirigiu o curta de animação (In)Finitum produzido em rotoscopia digital e rede neural com música do Posthuman Tantra,  o curta foi exibido no Festival Internacional Lift-Off Global Network Sessions 2020 - da Inglaterra.
Em março de 2021, lançou o EP Ciberpajé: Odor do Infinito, com participação do Projeto Antar. Em agosto do mesmo, lançou uma campanha de financiamento coletivo no Catarse de Licanarquia, pareceria com o quadrinista veterano Toninho Lima. Em dezembro de 2021, a antologia 2021 ganhou o Prêmio Argos de Literatura Fantástica do Clube de Leitores de Ficção Científica na categoria antologia ou coletânea. Em 2024, participou da antologia 2057, organizada por Carlos Hollanda e Rafael Senra para a Editora Verter.
Também é membro da Associação de Pesquisadores em Arte Sequencial (ASPAS).

## Bibliografia parcial

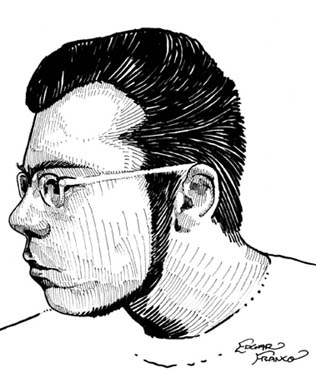
Autorretrato de Edgar Franco